# Odra 1003
Odra 1003 — транзисторный компьютер второго поколения серии Odra, сконструированный в 1963 году и производившийся на заводе Elwro с 1964 года. Был предназначен для научно-технических исследований и управления технологическими процессами. Последующий в ряду моделей после Odra 1002, следующим в ряду шёл Odra 1013.

## Описание
Первый компьютер серии Odra, поступивший в серийное производство. Предыдущие модели 1001 и 1002 не получили удовлетворительной оценки и не производились массово. Надёжность усилена за счёт правильного подбора компонентов. По мощности Odra 1003 был в пять раз эффективнее, чем UMC-1; объём памяти был в два раза больше, чем у предшественника; использование электроэнергии было в 10 раз меньше, также он был в три раза легче по массе и в два раза меньше в размерах, чем варшавский предшественник.
Помимо профессионального применения компьютера для научных вычислений, в 1962 году инженер Витольд Подгурский с завода Elwro создал на прототипе компьютера логическую игру «Marienbad» на основе традиционной игры «Ним», описание которой прочитал в журнале «Przekrój». Подгурский запрограммировал для игры все восемь килослов памяти компьютера (почти миллиард игр в каждом). Ответ компьютера на ход игрока занимал чуть меньше часа при этой настройке. Победить компьютер было невозможно даже при стандартной настройке на 16 игр. Алгоритм игры был передан Военно-технической академии имени Ярослава Домбровского в Варшаве, где добровольцы могли играть против компьютера, управляемого оператором. Руководство университета неохотно рассматривало использование компьютера для развлечений.
Сохранившийся экземпляр является экспонатом Варшавского музея техники.

## Характеристики[3]

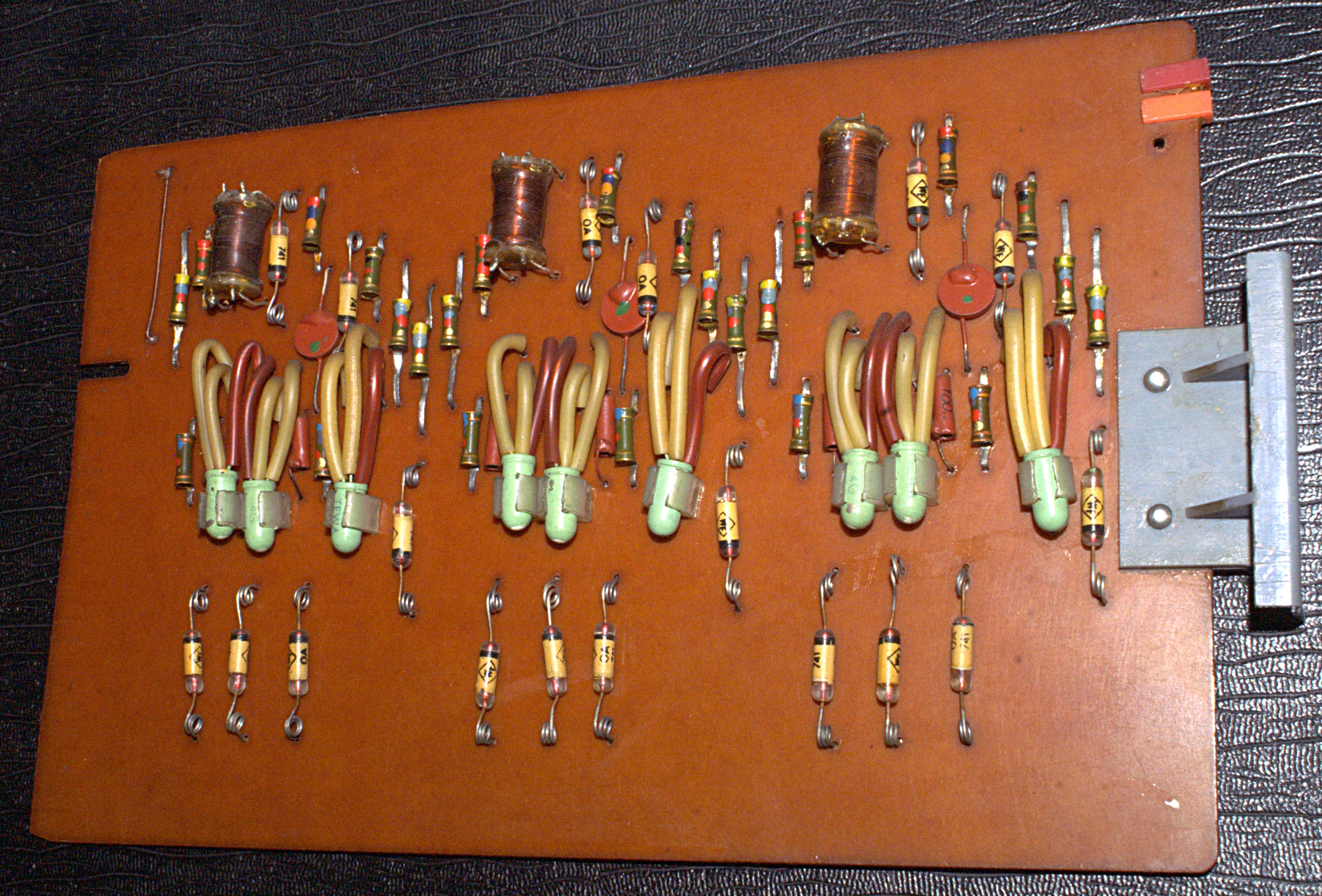
Печатная плата компьютера Odra 1003, использовавшаяся также в компьютерах Odra 1013 и Odra 1103

- Тип: последовательный компьютер второго поколения[пол.], созданный на польских германиевых сплавных транзисторах (пакеты на односторонней печатной плате с краевым разъёмом 135 × 85 мм)
- Организация:
  - Адресный компьютер 1+1
  - Двоичная система счисления и дополнительный код
  - Машинное слово: 39 бит
- Поддерживаемые языки программирования: JAS[пол.], MOST 1[пол.][4]
- Внутренняя память: 8192 слов (магнитный барабан)[1]
- Базовая тактовая частота: 250 кГц
- Скорость: 500 операций в секунду[1]
- Питание: 3 × 380 V, 50 Hz, 700 VA[1]
- Размеры: 640 × 1300 × 1600 мм[1]
- Масса: 400 кг[1]
- Технология: германиевые сплавные транзисторы (TG2[пол.], TG70[пол.]) и точечные германиевые диоды[пол.], пакеты на односторонней печатной плате с краевым разъёмом 135 × 85 мм
- Стоимость 1 млн. операций: 49 злотых (по ценам 1976 rода).

## Производство
- 1963: 2 шт.
- 1964: 8 шт.
- 1965: 32 шт.